# Installation 01
Installation 01 é um jogo eletrônico de tiro em primeira pessoa feito por fãs baseado na franquia Halo e desenvolvido pela Soon Studios (anteriormente conhecido como The Installation 01 Team). Installation 01 está sendo desenvolvido para sistemas operacionais Microsoft Windows, macOS e Linux no motor de jogo Unity.

## Desenvolvimento
Installation 01 é um projeto feito por fãs sendo apenas multiplayer projetado no motor Unity para Microsoft Windows, macOS e Linux pela Soon Studios. A intenção é replicar a jogabilidade multiplayer de Halo: Combat Evolved, Halo 2 e Halo 3 como uma homenagem à série de jogos - com um alvo específico de Halo 3 - e fazê-lo sem reutilizar os assets da Microsoft. O jogo tem esse nome em homenagem ao anel de Halo criado pela raça Forerunner no universo de Halo.
O estúdio planejava oferecer suporte a alguns recursos dos jogos posteriores da franquia Halo, mas apenas em modos de jogo personalizados. O artista de jogo Seth H. descreveu uma tensão na arte e no design de jogo de Installation 01 causada pelos designs dos jogos individuais da série Halo. Eles planejam fornecer ferramentas de criação de mapas.
Uma versão extremamente inicial do jogo foi exibida em agosto de 2014. Em novembro de 2015, o jogo foi exibido com um multiplayer funcional com um "pequeno número" de jogadores; A Kotaku observou que o jogo não progrediu muito desde agosto de 2014. A equipe procurou ter uma versão jogável do jogo no quarto trimestre de 2016. O estúdio era composto por mais de 30 pessoas neste momento.
Um teste para o modo multiplayer foi agendado para novembro de 2016, com planos para um modo single-player posterior. Na época, o estúdio criou vários elementos de jogos familiares, bem como versões atualizadas e refeitas de certos mapas de jogos. Polimento de animação e elementos adicionais de jogabilidade permaneceram. A Kotaku disse que o jogo estava progredindo bem em março de 2017. Em maio, um trailer cinematográfico foi lançado, que apresentava modelos de personagens e armas baseados nos designs de Halo 3. O animador Matthew Lake animou o trailer para o seu trabalho acadêmico final e para gerar entusiasmo pelo jogo. A data de lançamento do jogo ainda era desconhecida.

### Legalidade
Em breve, a Studios se aproximou da Microsoft por volta de agosto de 2016 com relação à propriedade intelectual da Microsoft, mas não recebeu uma resposta na época. A GameSpot também perguntou, sem receber uma resposta. Em junho de 2017, a Soon Studios anunciou sua comunicação contínua com a 343 Industries e a Microsoft. O estúdio foi transparente com a 343 Industries em relação aos planos para o jogo. A 343 Industries confirmou que os desenvolvedores "não estão sob ameaça legal iminente". O desenvolvimento de Installation 01 é coberto pelas Regras de uso de conteúdo de jogos da Microsoft, enquanto o jogo permanecer não-comercial. Ele elabora que nunca aceitará doações ou venderá mercadorias relacionadas à Installation 01 ou Halo, a fim de manter uma distância respeitosa entre o estúdio e a propriedade intelectual da Microsoft. Ele também observa que essas regras e garantias da Microsoft são específicas para Installation 01 como um projeto e não se aplicam em outro lugar. O estúdio espera que o projeto possa continuar a ser uma força motriz positiva dentro da comunidade de Halo.